# Chlosyne chinoi
Chlosyne chinoi är en fjärilsart som beskrevs av Gunder 1924. Chlosyne chinoi ingår i släktet Chlosyne och familjen praktfjärilar. Inga underarter finns listade i Catalogue of Life.